# IC 3550
IC 3550 је дио галаксије (напримјер сјајан HII регион) у сазвјежђу Береникина коса која се налази на листи објеката дубоког неба у Индекс каталогу.
Деклинација објекта је + 27° 55' 57" а ректасцензија 12h 35m 51,8s. IC 3550 је још познат и под ознакама NGC 4559C, HII in N 4559.